# Keaton Grant
Keaton Leonard Grant, né le 8 décembre 1986 à Kissimmee en Floride, est un joueur américain de basket-ball.
Le 23 juillet 2016, il signe à la JDA Dijon.